# Iyad ag Ghali
Iyad ag Ghali (Abéïbara, 1954) è un rivoluzionario maliano di etnia tuareg, che ha fatto parte del Movimento popolare dell'Azawad negli anni novanta. Il 21 novembre 2007 il governo del Mali l'ha nominato consigliere culturale a Jeddah, in Arabia Saudita.

## Biografia
Iyad ag Ghali è conosciuto soprattutto per aver guidato la ribellione durante la notte del 28 giugno 1990 a Ménaka con il Movimento Nazionale di Liberazione dell'Azawad, nato nel 1988 e considerato come il movimento più importante per la ribellione tuareg in Mali.

A seguito degli Accordi di Tamanrasset del 1991, il movimento si divise in tre fazioni: il Fronte Popolare per la Liberazione dell'Azawad, diretto da Mohamed ag Rhissa e con segretario generale, Zeidane ag Sidalamine e l'armata rivoluzionaria di liberazione dell'Azawad, comandata da Abderamane Ghala.

Iyad ag Ghali prese il comando del Movimento Popolare dell'Azawad e divenne il leader di un migliaio di uomini, reclutati soprattutto tra i Ifoghas.

È stato il solo gruppo ribelle a sostenere il patto nazionale del 1992. Il gruppo venne definitivamente sciolto nel marzo 1996, in occasione della fiamma della pace a Timbuctù.

Nel maggio 2003 ha partecipato al movimento dell'alleanza democratica del 23 maggio per il cambiamento, guidato da Hassan Fagaga ed Ibrahim Ag Bahanga.

È stato espulso nel 2010 dall'Arabia Saudita per i suoi legami con Al Qaeda. Ha partecipato nel 2012 alla guida del movimento Ansar Dine all'insurrezione in Mali.
Nel 2017 Ghali è stato la figura chiave per la nascita di Jama’at Nusrat al-Islam wal-Muslimin (JNIM), un'organizzazione fedele ad al Qaeda e ai talebani dell'Afghanistan, nella quale sono confluite tre preesistenti formazioni terroristiche del Mali, e che nello stesso anno si è resa protagonista di più di 50 attentati. La dura repressione delle forze di sicurezza avrebbe preso di mira negli anni 2010 l'etnia nomade Fulani, accusata di ospitare un elevato numero di casi di radicalizzazione.